# إملان جيرفي
إملان جيرفي هي بحيرة متوسطة الحجم تقع في فنلندا. وهي تقع بين مستوطنات إيماترا وريوكولاتي في كاريليا الجنوبية. وهي تنتمي إلى منطقة مستجمعات المياه الرئيسية فووكسي.حيث تقع على مسافة قريبة جدا من الحدود الفنلندية الروسية، والجزء الأسهل من البحيرة يقع على الجانب الروسي. .